# Shark Attack 3: Megalodon
Pour les articles homonymes, voir Megalodon (homonymie).
Série
Shark Attack 2
(2000) Shark Zone
(2003)
Pour plus de détails, voir Fiche technique et Distribution.
Shark Attack 3: Megalodon est un film américain réalisé par David Worth, sorti le 26 novembre 2002.
Il s'agit du troisième film de la saga Shark Attack.
Le fim suit Ben Carpenter, surveillant garde-côte pour un hôtel privé au Mexique, qui découvre une dent de requin coincée dans un câble. Ne parvenant pas à déterminer à quelle espèce de requin appartient cette dent, il fait appel à une paléontologue, Cataline Stone. Celle-ci se montre très intéressée, bien qu'elle dise que la dent appartient à une espèce très commune. Cependant, des personnes se font attaquer et Cataline Stone est contrainte d'avouer qu'un mégalodon, un requin préhistorique qu'on croyait disparu, rôde près des côtes et qu'elle a l'intention de l'étudier. Ben décide de l'exterminer, mais cela tourne au cauchemar.

## Synopsis
Un plongeur, œuvrant à un travail de soudure à grande profondeur sur un câble sous-marin dans l'Océan Pacifique, au large de la Californie, est attaqué et tué par un requin.
Six mois plus tard, Ben Carpenter, un garde-côtes privé d'un hôtel sur la côte pacifique du nord du Mexique, trouve lors d'une de ses plongées de pêche au homard une dent de requin de belle taille fichée dans un câble sous-marin près du récif. En remontant, il est sermonné par des employés d'APEX-Communication, compagnie de télécommunication propriétaire du câble. Peu après, un pêcheur sportif voit son splendide marlin coupé en deux sous la surface des flots, mais sans voir le requin. Le soir, intrigué, Ben Carpenter cherche sur Internet l'espèce de requin correspondant à la dent. Ne la trouvant pas, il photographie l'objet et l'envoie sur le Web avec une demande d'information. Ce faisant, il s'attire l'intérêt de Cataline Stone (Jenny McShane), paléontologue du Musée d'Histoire naturelle de San Diego.
Le lendemain, Ben est convoqué par Luis Ruiz, son patron, pour s'expliquer amicalement avec le patron d'APEX, Thomas Tolley, qui s'inquiète de savoir qu'un requin pourrait endommager ses précieux câbles. Ben le rassure, pensant à un acte isolé, mais tente d'alerter Ruiz du danger de la présence d'un requin pour les touristes, sans succès. Pendant ce temps, un couple (l'ami de Ben, Ramirez, avec sa nouvelle petite amie Sherry) en train de batifoler sur une plage déserte manque d'être attaqué par un requin-tigre, déchiqueté sous les yeux effrayés des deux jeunes par un autre requin, plus gros. Rendu sur place, Ben Carpenter fait la connaissance de Cataline Stone et de son équipe. Cataline se présente comme une biologiste de San Diego (et non comme paléontologue, son vrai métier), dit venir à la suite de l'appel lancé sur Internet, et identifie formellement la dent comme celle d'un requin-taupe, commun et peu dangereux près des côtes. Le soir, deux jeunes un peu ivres entrent par effraction dans le toboggan aquatique menant à la mer et se font dévorer.
Le lendemain, APEX connaît une panne de grande ampleur à la suite d'une section dans l'un des câbles sous-marins du Pacifique. Durant la journée, Cataline et son équipe chassent le requin, le repèrent, le filment et parviennent à le marquer avec une caméra, récupérant au passage une autre dent.
Un matin, un surfeur jouant avec son chien est attaqué et tué à quelques mètres de la plage. Furieux, Ben Carpenter se rend chez Cataline Stone et découvre qu'elle est paléontologue. Elle lui révèle alors que le requin n'est autre qu'un mégalodon, un requin préhistorique censé avoir disparu et l'ancêtre du grand requin blanc, et que celui-ci n'est d'ailleurs qu'un petit. Ben décide alors d'accompagner Cataline pour tuer le requin, mais Cataline le convainc qu'il faut d'abord l'étudier, ce qui est possible en l'éloignant de la plage.
Le lendemain, les voilà tous sur le bateau de Cataline, ils repèrent de nouveau le requin et le prennent en chasse. Ils parviennent à l'empêcher d'attaquer deux filles à la traîne au moment de l'alerte donnée par Ben. Bien vite, ils s'aperçoivent qu'il fonce droit vers la plage. Ben Carpenter parvient à prévenir le maître-nageur qui évacue les baigneurs sans dommage. Le requin retourne alors au large et attaque un bateau de plaisance pratiquant le parachute ascensionnel, tuant l'un des plaisanciers et la parachutiste, sous les yeux de Cataline Stone qui ne parvient pas à la sauver. Le soir, Ben parvient tant bien que mal à convaincre Luis Ruiz d'interdire l'accès à la plage : ce dernier dit qu'il trouvera une excuse mais ajoute que Ben a intérêt à tuer ce requin sans que personne le sache. Ben lui répond que personne ne le saura. Il part consoler Cataline d'avoir échoué à sauver la parachutiste et la convainc de l'aider à empêcher le requin de tuer d'autres personnes. Pour se débarrasser du requin, les deux héros vont consulter un ami de Ben, Chuck Rampart, ancien sous-marinier et ancien employé d'APEX.
Pendant que Cataline et Ben partent à la chasse au requin, Chuck effectue des recherches sur les activités d'APEX et découvre que le requin n'en est pas à son coup d'essai. Furieux, il va s'expliquer avec Tolley. Dans le même temps, le bateau, attaqué par le requin, menace de couler. Cataline et Ben finissent par venir à bout du requin à coups de fusil, mais leur situation n'est pas meilleure. Alors qu'un collègue de Ben (Esai) leur vient en aide, il est gobé avec son hors-bord par un gigantesque mégalodon de plus de vingt mètres, surgi tout droit du fond des océans, qui s'avère être la mère du petit mégalodon, venue pour le venger. Le requin géant s'en prend au bateau en perdition et le détruit, précipitant tout le monde à la mer. L'équipe de Cataline est dévorée sous ses yeux, tandis que Ben récupère une dent gigantesque fichée dans la coque. C'est finalement un hélicoptère qui les tire de là in extremis.
Le soir, malgré les nouveaux évènements, Ruiz refuse toujours d'agir et Ben démissionne. Ben et Cataline demandent de nouveau conseil à Chuck qui leur prête son sous-marin d'exploration et une torpille de l'armée. Cataline et Ben officialisent leur relation en passant une nuit romantique chez elle.
Le lendemain, tandis que Ben et Cataline partent en chasse en sous-marin et en hélicoptère, une grande réception se tient au large sur le yacht de Thomas Tolley pour fêter la mise en service du nouveau réseau APEX. Ils ne parviennent qu'à exciter le requin et à l'attirer. Ben et Chuck détruisent le réseau d'APEX et modifient leur plan en comprenant que la torpille ne peut se verrouiller sur une cible biologique sans émetteur. Le requin va attaquer le navire d'APEX et commence à le faire couler. Au cours de l'évacuation, le mégalodon fait un véritable carnage, comptant parmi ses victimes Ruiz et Tolley. Chuck sort du sous-marin pour tenter de harponner le requin avec un explosif, mais celui-ci se détache. Ben attire le mégalodon pour qu'il attaque le sous-marin, puis tire la torpille, qui prend alors pour cible le submersible dans la gueule du requin, le tuant. La dernière image montre cependant un autre mégalodon croisant dans le Pacifique, sur le lieu de la première attaque.

## Fiche technique
- Réalisateur : David Worth
- Photographie : David Worth
- Montage : Kristopher Lease
- Production : Boaz Davidson, Danny Lerner et David Varod
- Langue : anglais
- genre : horreur
- avis du public : interdit aux moins de 12 ans

## Distribution
| Acteur/Actrice | Personnage     |
| -------------- | -------------- |
| John Barrowman | Ben Carpenter  |
| Jenny McShane  | Cataline Stone |
| Ryan Cutrona   | Chuck Rampart  |

## SagaShark Attack
| Année | Titre                     | Réalisateur(s)  |
| ----- | ------------------------- | --------------- |
| 1999  | Shark Attack              | Bob Misiorowski |
| 2000  | Shark Attack 2            | David Worth     |
| 2002  | Shark Attack 3: Megalodon | David Worth     |
| 2003  | Shark Zone                | Danny Lerner    |

## Autour du film
- Jenny McShane est la seule actrice du premier téléfilm qui soit de retour dans le troisième film. Dans Shark Attack, elle porte le nom de Corinne Desantis et dans Shark Attack 3, le nom de Cataline Stone.
- Le requin est ici un mégalodon, espèce préhistorique disparue. Les images du film sont celles d'un grand requin blanc filmé en milieu naturel. Les effets spéciaux sont des montages de ces mêmes images.
- Ce film a fait l'objet d'un épisode du Ciné Raté n°16.